# Áed mac Felim Ua Conchobair
Áed na nGall mac Fedimid ou Áed mac Felim Ua Conchobair († 3 mai 1274) roi de Connacht de 1265 à 1274.

## Origine et règne
Áed mac Fedlimid est le fils de Felim mac Cathal Crobderg Ua Conchobair. Il succède à son père en 1265, commence son règne par un raid contre les Ui Failgi et au retour à Athlone il aveugle l'un de ses concurrents Áed mac Taigd Ua Conhobair qui meurt à la suite de ce supplice.
Áed a été impliqué dans la tentative de faire revivre le titre d'Ard ri Erenn et dont ce qui a été appelé plus tard la « renaissance gaélique ». En 1260, il participe aux côtés de Brian Ua Neill à la Bataille de Druim Dearg dans le comté de Down contre les colons anglo-normands dans l'est de l'Ulster, où les troupes irlandaises sont défaites et Brian lui-même tué. 
Grâce à son mariage avec une fille de Dugald MacRuairi rois des Hébrides, Áed a sa disposition une bande de 160 mercenaires écossais, les redoutables « Galloglass » qui font pour la première fois leur apparition en Irlande. 
En 1270, Áed fils de l’ex roi de Connacht partiellement spolié en 1235 inflige à Gautier de Bourg († 1271), seigneur de Connaught et comte d'Ulster et à son allié, Robert d’Ufford, († 1298) justiciar d’Irlande (1268 ,1276,1278,1280) une lourde défaite lors de la bataille d'Áth an gCeap (en). 
Le frère du comte, Guillaume de Bourg ancêtre de la branche cadette de la famille de Bourg, capturé par les Gaëls est exécuté après le combat en représailles de la mort de Toirdelbach Ua Briain tué en combat singulier par Gautier de Bourg.

## Succession
Quand Áed meurt sans héritier son parent Áed Muimnech (1278-1280) tente en vain de s'imposer. Ensuite la royauté est disputée entre les membres de la lignée d'Áed mac Cathail Ua Conchobair le fils de Cathal Crobderg Ua Conchobair et le
Clan Muircheartaigh Uí Conchobhair, c'est-à-dire les descendants de son frère Muichertach Muimnech Ua Conchobair, qui alternent à la tête d'un royaume réduit . 
À la fin du XIIIe siècle, la zone officiellement sous le contrôle des Ua Conchobair se limite à seulement trois cantons. Les divers prétendants ne réussissent à se maintenir à la tête du « royaume de Connacht » que quelques années à l'exception d'Áed le fils d'Eogan (1274), qui règne de 1293 à 1309, et dont la forteresse de Cloonfree dans le comté de Roscommon est mentionnée dans la poésie bardique

## Sources
- (en) T.W Moody, F.X. Martin, F.J. Byrne A New History of Ireland IX Maps, Genealogies, Lists. A companion to Irish History part II . Oxford University Press réédition 2011  (ISBN 9780199593064).
- (en) Goddard Henry Orpen (Introduction de Seán Duffy), Ireland under the Normands 1169-1333, vol. III, Dublin, Four Courts Press (réédition), 2005, 633 p. (ISBN 9781846828188), p. 361-376 The Conquest of Connaught 1224-37 & The Sub-infeudation of Connaught, 1237, and Afterwards p.377-393